# Klopački Vrh
Klopački Vrh es un pueblo ubicado en el territorio de Zenica, en el cantón de Zenica-Doboj, Bosnia y Herzegovina.

## Superficie
Posee una superficie de 3,77 kilómetros cuadrados.

## Demografía
Hasta 1981 la población era de 87 habitantes.